# Oklahoma
Oklahoma je celinska zvezna država Združenih držav Amerike, ki leži v južnem delu države. S 3.617.316 prebivalci (ocena 2007) in površino 177.847 km² je 28. najbolj naseljena in 20. največja zvezna država ZDA.
V ZDA je vstopila leta 1907 kot 46. po vrsti.